# لوكا كولومبو
لوكا كولومبو (بالإيطالية: Luca Colombo)‏ (8 نوفمبر 1984 بسوندريو في إيطاليا - ) هو لاعب كرة قدم إيطالي في مركز قلب الدفاع. لعب مع نادي كياسو ونادي فيورينزولا 1922 وASD GC Sora ‏ وASD Sanluri Calcio ‏.

## وصلات خارجية
- لوكا كولومبو على موقع قاعدة بيانات كرة القدم.إي يو (الإنجليزية)